# USS Reno (DD-303)
USS Reno (DD-303) là một tàu khu trục lớp Clemson được Hải quân Hoa Kỳ chế tạo vào cuối Chiến tranh Thế giới thứ nhất. Nó là chiếc tàu chiến đầu tiên của Hải quân Hoa Kỳ được đặt theo tên Thiếu tá Hải quân Walter E. Reno (1881-1917), người từng phục vụ trong Thế Chiến I và thiệt mạng do tai nạn va chạm với một tàu vận tải Anh. Reno ngừng hoạt động năm 1930 và bị tháo dỡ năm 1931 nhằm tuân thủ quy định hạn chế vũ trang của Hiệp ước Hải quân London.

## Thiết kế và chế tạo
Reno được đặt lườn vào ngày 4 tháng 7 năm 1918 tại xưởng tàu Union Iron Works của hãng Bethlehem Shipbuilding Corporation ở San Francisco, California. Nó được hạ thủy vào ngày 22 tháng 1 năm 1919, được đỡ đầu bởi cô Kathryn Baldwin Anderson, con gái Thống đốc California Alden Anderson; và được đưa ra hoạt động vào ngày 23 tháng 7 năm 1920. Mẹ của Thiếu tá Reno, bà L. D. Reno ở Eldon, Iowa, được mời đỡ đầu con tàu, nhưng đã từ chối vì lý do sức khỏe. Vợ góa của Thiếu tá Reno, bà Beatrice Tracy Reno, con gái của cựu Trợ lý bộ trưởng hải quân Frank Tracy, cũng từng được cân nhắc là người đỡ đầu cho con tàu.

## Lịch sử hoạt động
Được phân về Hạm đội Thái Bình Dương, Reno hoạt động dọc theo vùng bờ Tây Hoa Kỳ cho đến tháng 1 năm 1921, khi nó gia nhập các đơn vị khác của hạm đội trong một chuyến đi đến Valparaíso, Chile. Tiếp nối các hoạt động dọc theo vùng bờ Tây sau khi quay trở về, nó hoạt động giữa Washington và khu vực Nam California, thỉnh thoảng có những chuyến đi đến vùng quần đảo Hawaii hay vùng kênh đào Panama. Vào tháng 4 năm 1927, nó đi sang phía Đông đến tận vịnh Guantánamo, Cuba, và vào tháng 7 năm đó đã có mặt tại Prince Rupert, British Columbia tham dự lễ hội kỷ niệm 75 năm thành lập Canada.
Reno được cho xuất biên chế tại San Diego, California vào ngày 18 tháng 1 năm 1930. Tên nó được cho rút khỏi danh sách Đăng bạ Hải quân vào ngày 8 tháng 7 năm 1930 và nó bị tháo dỡ vào năm 1931 nhằm tuân thủ các điều khoản hạn chế vũ trang của Hiệp ước Hải quân London.